# Судано-турецкие отношения
Судано-турецкие отношения — двусторонние дипломатические отношения между Суданом и Турцией.

## История
Османское завоевание Судана началось в 1821 году. Территория Судана была частью эялята Египет, а затем частью хедивата Египет.

## Политические отношения
Турция была одной из первых стран признавших независимость Судана. Турецкое посольство в Хартуме было открыто в 1956 году, сразу после обретения Суданом независимости.
В декабре 2017 года президент Турции Реджеп Тайип Эрдоган совершил визит в Судан. Это был первый визит главы Турции в Судан, со времён обретения Суданом независимости. В ходе визита было заключено несколько важных соглашений, среди которых было соглашение о передачи острова Суакин в аренду Турции на 99 лет. Во времена османского правления, остров был важным портом на берегу Красного моря, однако в XX веке после строительства города Порт-Судан Суакин пришёл в упадок. В планах Турции преврарещение острова в туристический центр и восстановление исторических памятников. Передача острова в аренду было воспринято с тревогой Египтом и Саудовской Аравией, но турецкая сторона заявила что безопасности арабских стран ничего не угрожает, т.к. Турция не собирается размещать свои войска на острове. После военного переворота в Судане и отстранения от власти президента Омара аль-Башира, МИД Турции заявил что соглашение об аренде Суакина не было аннулировано.

## Экономические отношения
Сумма денег вложенная турецкими компаниями в разные инфраструктурные проекты и посредством прямых инвестиций равна 650 млн долларов. Двусторонний товарооборот между странами в 2018 году составил 434 млн долларов, из которых 360,9 млн долларов это турецкий экспорт в Судан, а 74,1 млн долларов это суданский экспорт в Турцию.